# Équipe de Hongrie de football au Championnat d'Europe 2020
Cet article relate le parcours de l’équipe de Hongrie de football lors du Championnat d'Europe de football 2020 organisé dans 11 grandes villes d'Europe du 11 juin au 11 juillet 2021.

## Maillots
Le 12 novembre 2019, Adidas dévoile le maillot domicile de la Hongrie. Les couleurs utilisées reflètent notamment le drapeau national, tandis que le motif et ses effets fluides sont inspirés du Danube qui coupe la capitale Budapest en deux parties. Ce maillot possède aussi des différentes nuances présentes sur la totalité de la tunique et son col qui témoigne du drapeau national.
Le 23 mars 2021 est dévoilé à son tour le maillot extérieur. Il présente un design blanc audacieux, complété par des détails vert foncé et rouge. Une esthétique élégante et minimaliste, inspirée des couleurs du drapeau national hongrois.

## Qualifications

### Éliminatoires
| Rang | Équipe         | Pts | J | G | N | P | Bp | Bc | Diff |  | Résultats (▼ dom., ► ext.) |     |     |     |     |     |
| ---- | -------------- | --- | - | - | - | - | -- | -- | ---- |  | -------------------------- | --- | --- | --- | --- | --- |
| 1    | Croatie        | 17  | 8 | 5 | 2 | 1 | 17 | 7  | +10  |  | Croatie                    |     | 2-1 | 3-1 | 3-0 | 2-1 |
| 2    | Pays de Galles | 14  | 8 | 4 | 2 | 2 | 10 | 6  | +4   |  | Pays de Galles             | 1-1 |     | 1-0 | 2-0 | 2-1 |
| 3    | Slovaquie (B)  | 13  | 8 | 4 | 1 | 3 | 13 | 11 | +2   |  | Slovaquie (B)              | 0-4 | 1-1 |     | 2-0 | 2-0 |
| 4    | Hongrie (B)    | 12  | 8 | 4 | 0 | 4 | 8  | 11 | -3   |  | Hongrie (B)                | 2-1 | 1-0 | 1-2 |     | 1-0 |
| 5    | Azerbaïdjan    | 1   | 8 | 0 | 1 | 7 | 5  | 18 | -13  |  | Azerbaïdjan                | 1-1 | 0-2 | 1-5 | 1-3 |     |

- Sélection directement qualifiée pour l'Euro 2020

### Barrages

#### Tableau de la Voie de la Ligue A de la Ligue des nations 2018-2019
|  | Demi-finales   | Demi-finales   |         |   | Finale           | Finale           |
|  | Demi-finales   | Demi-finales   |         |   | Finale           | Finale           |
|  |                |                |         |   |                  |                  |
|  | 8 octobre 2020 | 8 octobre 2020 |         |   | 12 novembre 2020 | 12 novembre 2020 |
|  | 8 octobre 2020 | 8 octobre 2020 |         |   | 12 novembre 2020 | 12 novembre 2020 |
|  | Bulgarie       | 1              |         |   | 12 novembre 2020 | 12 novembre 2020 |
|  | Bulgarie       | 1              |         |   | 12 novembre 2020 | 12 novembre 2020 |
|  | Hongrie        | 3              |         |   | 12 novembre 2020 | 12 novembre 2020 |
|  | Hongrie        | 3              | Hongrie | 2 |                  |                  |
|  | 8 octobre 2020 |                | Hongrie | 2 |                  |                  |
|  |                | Islande        | 1       |   |                  |                  |
|  | Islande        | Islande        | 1       | 2 |                  |                  |
|  | Islande        |                |         | 2 |                  |                  |
|  | Roumanie       | 1              |         |   |                  |                  |
|  | Roumanie       | 1              |         |   |                  |                  |

#### Détail des matchs
| Demi-finale          | Bulgarie  | 1 - 3   | Hongrie                              | Stade national Vassil-Levski, Sofia                                        |                                                                            |
| 8 octobre 2020 20h45 | Yomov 89e | (0 - 1) | 17e Orban · 47e Kalmár · 75e Nikolić | Spectateurs : 1 929 Arbitrage : Szymon Marciniak Arbitre vidéo : Paweł Gil | Spectateurs : 1 929 Arbitrage : Szymon Marciniak Arbitre vidéo : Paweł Gil |
| 8 octobre 2020 20h45 | Rapport   |         |                                      | Spectateurs : 1 929 Arbitrage : Szymon Marciniak Arbitre vidéo : Paweł Gil | Spectateurs : 1 929 Arbitrage : Szymon Marciniak Arbitre vidéo : Paweł Gil |

| Finale                 | Hongrie                     | 2 - 1   | Islande        | Stade Ferenc-Puskás, Budapest                                                        |                                                                                      |
| 12 novembre 2020 20h45 | Nego 88e · Szoboszlai 90+2e | (0 - 1) | 11e Sigurðsson | Spectateurs : 0 (huis clos) Arbitrage : Björn Kuipers Arbitre vidéo : Pol van Boekel | Spectateurs : 0 (huis clos) Arbitrage : Björn Kuipers Arbitre vidéo : Pol van Boekel |
| 12 novembre 2020 20h45 | Rapport                     |         |                | Spectateurs : 0 (huis clos) Arbitrage : Björn Kuipers Arbitre vidéo : Pol van Boekel | Spectateurs : 0 (huis clos) Arbitrage : Björn Kuipers Arbitre vidéo : Pol van Boekel |

## Phase finale

### Effectif
NB : Les âges et les sélections sont calculés au début de l'Euro 2020, le 11 juin 2021.

### Premier tour
| v · m | Équipe    | Pts | J | G | N | P | Bp | Bc | Diff |
| ----- | --------- | --- | - | - | - | - | -- | -- | ---- |
| 1     | France    | 5   | 3 | 1 | 2 | 0 | 4  | 3  | +1   |
| 2     | Allemagne | 4   | 3 | 1 | 1 | 1 | 6  | 5  | +1   |
| 3     | Portugal  | 4   | 3 | 1 | 1 | 1 | 7  | 6  | +1   |
| 4     | Hongrie   | 2   | 3 | 0 | 2 | 1 | 3  | 6  | -3   |

#### Hongrie - Portugal
| Match 11           | Hongrie | 0 - 3   | Portugal                                                           | Stade Ferenc-Puskás, Budapest                                                     |                                                                                   |
| 15 juin 2021 18h00 |         | (0 - 0) | 84e Guerreiro (Rafa ) · 87e (pen.) Ronaldo · 90+2e Ronaldo (Rafa ) | Spectateurs : 55 662 Arbitrage : Cüneyt Çakır Arbitre vidéo : Massimiliano Irrati | Spectateurs : 55 662 Arbitrage : Cüneyt Çakır Arbitre vidéo : Massimiliano Irrati |
| 15 juin 2021 18h00 | Rapport |         |                                                                    | Spectateurs : 55 662 Arbitrage : Cüneyt Çakır Arbitre vidéo : Massimiliano Irrati | Spectateurs : 55 662 Arbitrage : Cüneyt Çakır Arbitre vidéo : Massimiliano Irrati |

| Hongrie | Portugal |

| HONGRIE :       |    |                     |     |     |
|                 |    |                     |     |     |
| Gardien de but  | 1  | Péter Gulácsi       |     |     |
|                 | 4  | Attila Szalai       |     |     |
|                 | 6  | Willi Orban         | 86e |     |
|                 | 21 | Endre Botka         |     |     |
|                 | 8  | Ádám Nagy           |     | 88e |
|                 | 5  | Attila Fiola        |     | 88e |
|                 | 13 | András Schäfer      |     | 65e |
|                 | 15 | László Kleinheisler |     | 78e |
|                 | 14 | Gergő Lovrencsics   |     |     |
|                 | 20 | Roland Sallai       |     | 77e |
|                 | 9  | Ádám Szalai         |     |     |
| Remplaçants :   |    |                     |     |     |
|                 | 7  | Loïc Nego           | 80e | 65e |
|                 | 24 | Szabolcs Schön      |     | 77e |
|                 | 18 | Dávid Sigér         |     | 78e |
|                 | 19 | Kevin Varga         |     | 88e |
|                 | 17 | Roland Varga        |     | 88e |
| Sélectionneur : |    |                     |     |     |
| Marco Rossi     |    |                     |     |     |

| PORTUGAL :      |    |                   |     |     |
|                 |    |                   |     |     |
| Gardien de but  | 1  | Rui Patrício      |     |     |
|                 | 5  | Raphaël Guerreiro |     |     |
|                 | 3  | Pepe              |     |     |
|                 | 4  | Rúben Dias        | 38e |     |
|                 | 2  | Nélson Semedo     |     |     |
|                 | 11 | Bruno Fernandes   |     | 89e |
|                 | 14 | William Carvalho  |     | 81e |
|                 | 13 | Danilo Pereira    |     |     |
|                 | 10 | Bernardo Silva    |     | 71e |
|                 | 21 | Diogo Jota        |     | 81e |
|                 | 7  | Cristiano Ronaldo |     |     |
| Remplaçants :   |    |                   |     |     |
|                 | 15 | Rafa Silva        |     | 71e |
|                 | 16 | Renato Sanches    |     | 81e |
|                 | 9  | André Silva       |     | 81e |
|                 | 8  | João Moutinho     |     | 89e |
| Sélectionneur : |    |                   |     |     |
| Fernando Santos |    |                   |     |     |

| Assistants : Bahattin Duran Tarık Ongun Quatrième arbitre : Sandro Schärer Homme du match : Cristiano Ronaldo |

#### Hongrie - France
| Match 22           | Hongrie               | 1 - 1   | France        | Stade Ferenc-Puskás, Budapest                                                  |                                                                                |
| 19 juin 2021 15h00 | ( Sallai) Fiola 45+2e | (1 - 0) | 66e Griezmann | Spectateurs : 55 998 Arbitrage : Michael Oliver Arbitre vidéo : Chris Kavanagh | Spectateurs : 55 998 Arbitrage : Michael Oliver Arbitre vidéo : Chris Kavanagh |
| 19 juin 2021 15h00 | Rapport               |         |               | Spectateurs : 55 998 Arbitrage : Michael Oliver Arbitre vidéo : Chris Kavanagh | Spectateurs : 55 998 Arbitrage : Michael Oliver Arbitre vidéo : Chris Kavanagh |

| Hongrie | France |

| HONGRIE :       |    |                     |     |     |
|                 |    |                     |     |     |
| Gardien de but  | 1  | Péter Gulácsi       |     |     |
|                 | 4  | Attila Szalai       |     |     |
|                 | 6  | Willi Orban         |     |     |
|                 | 21 | Endre Botka         | 52e |     |
|                 | 8  | Ádám Nagy           |     |     |
|                 | 5  | Attila Fiola        |     |     |
|                 | 13 | András Schäfer      |     | 75e |
|                 | 15 | László Kleinheisler |     | 84e |
|                 | 7  | Loïc Nego           |     |     |
|                 | 20 | Roland Sallai       |     |     |
|                 | 9  | Ádám Szalai         |     | 26e |
| Remplaçants :   |    |                     |     |     |
|                 | 23 | Nemanja Nikolić     |     | 26e |
|                 | 10 | Tamás Cseri         |     | 75e |
|                 | 14 | Gergő Lovrencsics   |     | 84e |
| Sélectionneur : |    |                     |     |     |
| Marco Rossi     |    |                     |     |     |

| FRANCE :         |    |                   |     |     |     |
|                  |    |                   |     |     |     |
| Gardien de but   | 1  | Hugo Lloris       |     |     |     |
|                  | 18 | Lucas Digne       |     |     |     |
|                  | 3  | Presnel Kimpembe  |     |     |     |
|                  | 4  | Raphaël Varane    |     |     |     |
|                  | 2  | Benjamin Pavard   | 10e |     |     |
|                  | 13 | N'Golo Kanté      |     |     |     |
|                  | 14 | Adrien Rabiot     |     |     | 57e |
|                  | 6  | Paul Pogba        |     |     | 76e |
|                  | 7  | Antoine Griezmann |     |     |     |
|                  | 10 | Kylian Mbappé     |     |     |     |
|                  | 19 | Karim Benzema     |     |     | 76e |
| Remplaçants :    |    |                   |     |     |     |
|                  | 11 | Ousmane Dembélé   |     | 57e | 87e |
|                  | 12 | Corentin Tolisso  |     | 76e |     |
|                  | 9  | Olivier Giroud    |     | 76e |     |
|                  | 8  | Thomas Lemar      |     | 87e |     |
| Sélectionneur :  |    |                   |     |     |     |
| Didier Deschamps |    |                   |     |     |     |

| Assistants : Stuart Burt Simon Bennett Quatrième arbitre : Bartosz Frankowski (en) Homme du match : László Kleinheisler |

#### Allemagne - Hongrie
| Match 36           | Allemagne                             | 2 - 2   | Hongrie                                              | Allianz Arena, Munich                                                               |                                                                                     |
| 23 juin 2021 21h00 | ( Hummels) Havertz 66e · Goretzka 84e | (0 - 1) | 11e Ad. Szalai (Sallai ) · 68e Schäfer (Ad. Szalai ) | Spectateurs : 12 413 Arbitrage : Sergei Karasev Arbitre vidéo : Massimiliano Irrati | Spectateurs : 12 413 Arbitrage : Sergei Karasev Arbitre vidéo : Massimiliano Irrati |
| 23 juin 2021 21h00 | Rapport                               |         |                                                      | Spectateurs : 12 413 Arbitrage : Sergei Karasev Arbitre vidéo : Massimiliano Irrati | Spectateurs : 12 413 Arbitrage : Sergei Karasev Arbitre vidéo : Massimiliano Irrati |

| Allemagne | Hongrie |

| ALLEMAGNE :     |    |                 |     |     |
|                 |    |                 |     |     |
| Gardien de but  | 1  | Manuel Neuer    |     |     |
|                 | 2  | Antonio Rüdiger |     |     |
|                 | 5  | Mats Hummels    |     |     |
|                 | 4  | Matthias Ginter |     | 82e |
|                 | 20 | Robin Gosens    |     | 82e |
|                 | 8  | Toni Kroos      |     |     |
|                 | 21 | İlkay Gündoğan  | 29e | 58e |
|                 | 6  | Joshua Kimmich  |     |     |
|                 | 19 | Leroy Sané      | 61e |     |
|                 | 7  | Kai Havertz     |     | 67e |
|                 | 10 | Serge Gnabry    |     | 67e |
| Remplaçants :   |    |                 |     |     |
|                 | 18 | Leon Goretzka   |     | 58e |
|                 | 11 | Timo Werner     |     | 67e |
|                 | 25 | Thomas Müller   |     | 68e |
|                 | 14 | Jamal Musiala   |     | 82e |
|                 | 9  | Kevin Volland   |     | 82e |
| Sélectionneur : |    |                 |     |     |
| Joachim Löw     |    |                 |     |     |

| HONGRIE :       |    |                     |     |     |
|                 |    |                     |     |     |
| Gardien de but  | 1  | Péter Gulácsi       |     |     |
|                 | 5  | Attila Fiola        | 66e | 88e |
|                 | 4  | Attila Szalai       |     |     |
|                 | 6  | Willi Orban         |     |     |
|                 | 21 | Endre Botka         | 28e |     |
|                 | 7  | Loïc Nego           |     |     |
|                 | 13 | András Schäfer      |     |     |
|                 | 8  | Ádám Nagy           |     |     |
|                 | 15 | László Kleinheisler |     | 88e |
|                 | 20 | Roland Sallai       |     | 75e |
|                 | 9  | Ádám Szalai         | 64e | 82e |
| Remplaçants :   |    |                     |     |     |
|                 | 24 | Szabolcs Schön      |     | 75e |
|                 | 19 | Kevin Varga         |     | 82e |
|                 | 23 | Nemanja Nikolić     |     | 88e |
|                 | 14 | Gergő Lovrencsics   |     | 88e |
| Sélectionneur : |    |                     |     |     |
| Marco Rossi     |    |                     |     |     |

| Assistants : Igor Demeshko Maksim Gavrilin Quatrième arbitre : Danny Makkelie Homme du match : Joshua Kimmich |

## Statistiques

### Temps de jeu
| Joueur              |          |          |          | TT       | But inscrit | Passe décisive | MJ       | MT       | Légende |
| ------------------- | -------- | -------- | -------- | -------- | ----------- | -------------- | -------- | -------- | --- |
| Gardiens            | Gardiens | Gardiens | Gardiens | Gardiens | Gardiens    | Gardiens       | Gardiens | Gardiens | Abréviations et symboles : TT : Total de minutes jouées MJ : Nombre de matchs joués MT : Matchs joués en tant que titulaire : but : passe décisive : joueur entré : joueur remplacé : capitaine : carton jaune : carton rouge |
| Péter Gulácsi       | 90       | 90       | 90       | 270      |             |                | 3        | 3        | Abréviations et symboles : TT : Total de minutes jouées MJ : Nombre de matchs joués MT : Matchs joués en tant que titulaire : but : passe décisive : joueur entré : joueur remplacé : capitaine : carton jaune : carton rouge |
| Dénes Dibusz        |          |          |          | 0        |             |                |          |          | Abréviations et symboles : TT : Total de minutes jouées MJ : Nombre de matchs joués MT : Matchs joués en tant que titulaire : but : passe décisive : joueur entré : joueur remplacé : capitaine : carton jaune : carton rouge |
| Ádám Bogdán         |          |          |          | 0        |             |                |          |          | Abréviations et symboles : TT : Total de minutes jouées MJ : Nombre de matchs joués MT : Matchs joués en tant que titulaire : but : passe décisive : joueur entré : joueur remplacé : capitaine : carton jaune : carton rouge |
| Défenseurs          |          |          |          |          |             |                |          |          | Abréviations et symboles : TT : Total de minutes jouées MJ : Nombre de matchs joués MT : Matchs joués en tant que titulaire : but : passe décisive : joueur entré : joueur remplacé : capitaine : carton jaune : carton rouge |
| Ádám Lang           |          |          |          | 0        |             |                |          |          | Abréviations et symboles : TT : Total de minutes jouées MJ : Nombre de matchs joués MT : Matchs joués en tant que titulaire : but : passe décisive : joueur entré : joueur remplacé : capitaine : carton jaune : carton rouge |
| Ákos Kecskés        |          |          |          | 0        |             |                |          |          | Abréviations et symboles : TT : Total de minutes jouées MJ : Nombre de matchs joués MT : Matchs joués en tant que titulaire : but : passe décisive : joueur entré : joueur remplacé : capitaine : carton jaune : carton rouge |
| Attila Szalai       | 90       | 90       | 90       | 270      |             |                | 3        | 3        | Abréviations et symboles : TT : Total de minutes jouées MJ : Nombre de matchs joués MT : Matchs joués en tant que titulaire : but : passe décisive : joueur entré : joueur remplacé : capitaine : carton jaune : carton rouge |
| Attila Fiola        | 88       | 90       | 88       | 185      | 1           |                | 3        | 3        | Abréviations et symboles : TT : Total de minutes jouées MJ : Nombre de matchs joués MT : Matchs joués en tant que titulaire : but : passe décisive : joueur entré : joueur remplacé : capitaine : carton jaune : carton rouge |
| Willi Orban         | 90       | 90       | 90       | 270      |             |                | 3        | 3        | Abréviations et symboles : TT : Total de minutes jouées MJ : Nombre de matchs joués MT : Matchs joués en tant que titulaire : but : passe décisive : joueur entré : joueur remplacé : capitaine : carton jaune : carton rouge |
| Loïc Nego           | 25       | 90       | 90       | 205      |             |                | 3        | 2        | Abréviations et symboles : TT : Total de minutes jouées MJ : Nombre de matchs joués MT : Matchs joués en tant que titulaire : but : passe décisive : joueur entré : joueur remplacé : capitaine : carton jaune : carton rouge |
| Gergő Lovrencsics   | 90       | 6        | 2        | 98       |             |                | 3        | 1        | Abréviations et symboles : TT : Total de minutes jouées MJ : Nombre de matchs joués MT : Matchs joués en tant que titulaire : but : passe décisive : joueur entré : joueur remplacé : capitaine : carton jaune : carton rouge |
| Endre Botka         | 90       | 90       | 90       | 270      |             |                | 3        | 3        | Abréviations et symboles : TT : Total de minutes jouées MJ : Nombre de matchs joués MT : Matchs joués en tant que titulaire : but : passe décisive : joueur entré : joueur remplacé : capitaine : carton jaune : carton rouge |
| Bendegúz Bolla      |          |          |          | 0        |             |                |          |          | Abréviations et symboles : TT : Total de minutes jouées MJ : Nombre de matchs joués MT : Matchs joués en tant que titulaire : but : passe décisive : joueur entré : joueur remplacé : capitaine : carton jaune : carton rouge |
| Milieux             |          |          |          |          |             |                |          |          | Abréviations et symboles : TT : Total de minutes jouées MJ : Nombre de matchs joués MT : Matchs joués en tant que titulaire : but : passe décisive : joueur entré : joueur remplacé : capitaine : carton jaune : carton rouge |
| Ádám Nagy           | 88       | 90       | 90       | 268      |             |                | 3        | 3        | Abréviations et symboles : TT : Total de minutes jouées MJ : Nombre de matchs joués MT : Matchs joués en tant que titulaire : but : passe décisive : joueur entré : joueur remplacé : capitaine : carton jaune : carton rouge |
| Tamás Cseri         |          | 15       |          | 15       |             |                | 1        |          | Abréviations et symboles : TT : Total de minutes jouées MJ : Nombre de matchs joués MT : Matchs joués en tant que titulaire : but : passe décisive : joueur entré : joueur remplacé : capitaine : carton jaune : carton rouge |
| András Schäfer      | 65       | 75       | 90       | 230      | 1           |                | 3        | 3        | Abréviations et symboles : TT : Total de minutes jouées MJ : Nombre de matchs joués MT : Matchs joués en tant que titulaire : but : passe décisive : joueur entré : joueur remplacé : capitaine : carton jaune : carton rouge |
| László Kleinheisler | 78       | 84       | 88       | 250      |             |                | 3        | 3        | Abréviations et symboles : TT : Total de minutes jouées MJ : Nombre de matchs joués MT : Matchs joués en tant que titulaire : but : passe décisive : joueur entré : joueur remplacé : capitaine : carton jaune : carton rouge |
| Dániel Gazdag       |          |          |          | 0        |             |                |          |          | Abréviations et symboles : TT : Total de minutes jouées MJ : Nombre de matchs joués MT : Matchs joués en tant que titulaire : but : passe décisive : joueur entré : joueur remplacé : capitaine : carton jaune : carton rouge |
| Roland Varga        | 2        |          |          | 2        |             |                | 1        |          | Abréviations et symboles : TT : Total de minutes jouées MJ : Nombre de matchs joués MT : Matchs joués en tant que titulaire : but : passe décisive : joueur entré : joueur remplacé : capitaine : carton jaune : carton rouge |
| Dávid Sigér         | 12       |          |          | 12       |             |                | 1        |          | Abréviations et symboles : TT : Total de minutes jouées MJ : Nombre de matchs joués MT : Matchs joués en tant que titulaire : but : passe décisive : joueur entré : joueur remplacé : capitaine : carton jaune : carton rouge |
| Kevin Varga         | 2        |          | 8        | 10       |             |                | 1        |          | Abréviations et symboles : TT : Total de minutes jouées MJ : Nombre de matchs joués MT : Matchs joués en tant que titulaire : but : passe décisive : joueur entré : joueur remplacé : capitaine : carton jaune : carton rouge |
| Attaquants          |          |          |          |          |             |                |          |          | Abréviations et symboles : TT : Total de minutes jouées MJ : Nombre de matchs joués MT : Matchs joués en tant que titulaire : but : passe décisive : joueur entré : joueur remplacé : capitaine : carton jaune : carton rouge |
| Ádám Szalai         | 90       | 26       | 82       | 198      | 1           | 1              | 3        | 3        | Abréviations et symboles : TT : Total de minutes jouées MJ : Nombre de matchs joués MT : Matchs joués en tant que titulaire : but : passe décisive : joueur entré : joueur remplacé : capitaine : carton jaune : carton rouge |
| Filip Holender      |          |          |          | 0        |             |                |          |          | Abréviations et symboles : TT : Total de minutes jouées MJ : Nombre de matchs joués MT : Matchs joués en tant que titulaire : but : passe décisive : joueur entré : joueur remplacé : capitaine : carton jaune : carton rouge |
| Roland Sallai       | 77       | 90       | 75       | 242      |             | 2              | 3        | 3        | Abréviations et symboles : TT : Total de minutes jouées MJ : Nombre de matchs joués MT : Matchs joués en tant que titulaire : but : passe décisive : joueur entré : joueur remplacé : capitaine : carton jaune : carton rouge |
| Nemanja Nikolić     |          | 64       | 2        | 66       |             |                | 2        |          | Abréviations et symboles : TT : Total de minutes jouées MJ : Nombre de matchs joués MT : Matchs joués en tant que titulaire : but : passe décisive : joueur entré : joueur remplacé : capitaine : carton jaune : carton rouge |
| Szabolcs Schön      | 13       |          | 15       | 28       |             |                | 2        |          | Abréviations et symboles : TT : Total de minutes jouées MJ : Nombre de matchs joués MT : Matchs joués en tant que titulaire : but : passe décisive : joueur entré : joueur remplacé : capitaine : carton jaune : carton rouge |
| János Hahn          |          |          |          | 0        |             |                |          |          | Abréviations et symboles : TT : Total de minutes jouées MJ : Nombre de matchs joués MT : Matchs joués en tant que titulaire : but : passe décisive : joueur entré : joueur remplacé : capitaine : carton jaune : carton rouge |

| Buts | Joueurs        | Adversaires |
| ---- | -------------- | ----------- |
| 1    | Attila Fiola   | France      |
| 1    | Ádám Szalai    | Allemagne   |
| 1    | András Schäfer | Allemagne   |

| Passes | Joueurs       | Adversaires       |
| ------ | ------------- | ----------------- |
| 2      | Roland Sallai | France, Allemagne |
| 1      | Ádám Szalai   | Allemagne         |